# De Struyck

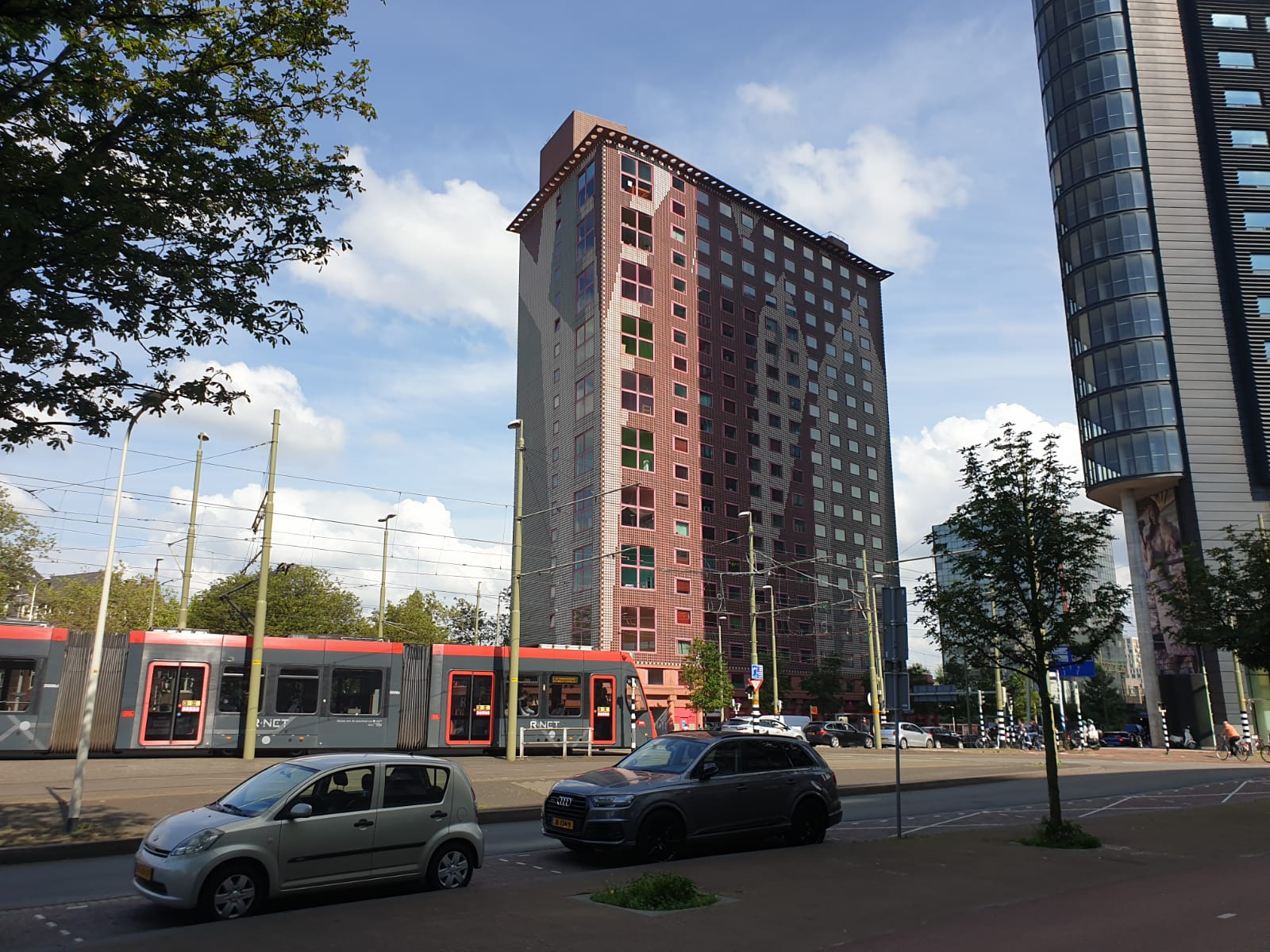
De Struyck, gefotografeerd vanaf het Rijswijkseplein

De Struyck is een studentenwooncomplex in de stationsbuurt van Den Haag. Het ligt aan het Rijswijkseplein en de Van Maanenkade, tegenover de wolkenkrabber Het Strijkijzer en in de buurt van het Huygenspark en station Den Haag HS. De studentenflat is in 1992 ontworpen door de Curaçaos-Nederlandse architect Carel Weeber en opgeleverd in 1996.
De studentenflat is 19 verdiepingen hoog en bestaat uit 380 studio's die worden beheerd door woningcorporatie Staedion. Op de begane grond zijn een sportschool en een bar gevestigd. Het gebouw is vernoemd naar kunstenaar Peter Struycken die het patroon van tegels op het gebouw ontwierp.
Na meldingen over vermeende sociale onveiligheid stelde de Haagse PvdA-fractie in januari 2020 vragen hierover aan het college van B&W.
In mei 2020 ontstond een brand op de 16e verdieping van het gebouw, wat tot een grote mobilisatie van hulpdiensten leidde.